# Von der Börse
Von der Börse ist eine Polka-française von Johann Strauss Sohn (op. 337). Das Werk wurde am 6. September 1869 in Pawlowsk in Russland erstmals aufgeführt.